# OH! ベスト
『OH! ベスト』（オー! ベスト）は日本のシンガーソングライターである岡村靖幸の2作目のベスト・アルバム。
2001年3月28日にエピックレコードジャパンからリリースされた。5枚目のオリジナル・アルバム『禁じられた生きがい』（1995年）よりおよそ5年3か月振りにリリースされた作品であり、1986年のデビューから2001年までにリリースされたシングル曲がすべて収録されている。
本作は岡村がEPIC・ソニー在籍時にリリースしたリミックス・シングル以外のシングルA面曲を網羅した全22曲のシングル・ベストであるが、一部の曲はシングル・バージョンではなくアルバム・バージョンもしくは既発の新録音バージョンでの収録となっている。岡村としては初のCD2枚組でのアルバムリリースとなり、またボックス・セットを除いて唯一の2枚組作品となっている。
本作はオリコンアルバムチャートにおいて最高位第19位となった。本作と同日に「マシュマロ ハネムーン feat. Captain Funk」がリリースされている。

## 背景
5枚目のアルバム『禁じられた生きがい』（1995年）をリリース後、岡村靖幸は12月23日に同作からのリカットとして18枚目のシングル「Peach X'mas」をリリース。同日にはCS放送『YOHO』にライブ出演し、即興で「THEME OF YOHO」を披露した他にコギャルおよび巨乳ブームについてコメントした。1996年に入り岡村は「真・禁じられた生きがい」と題したコンサートツアーを1月10日の広島厚生年金会館公演を皮切りに、2月13日の日本武道館公演まで9都市全13公演を実施した。ツアー中の2月7日にはフジテレビ系音楽トーク番組『TK MUSIC CLAMP』（1995年 - 1998年）に出演し司会の小室哲哉と対談を行い、2月8日には福岡県天神のイムズにて行われたアーティストによる書き初め展に「なんしよっと?」という作品を出展。4月5日には文芸・音楽誌『月刊カドカワ』において「岡村靖幸 ［完全復活宣言］」と題した特集記事が掲載され、5月2日には岡村が作詞・作曲およびプロデュースを行った川本真琴のデビュー・シングル「愛の才能」がリリースされる。その後「ピンク★ゲリラ'96」と題したクラブハウスライブツアーを6月11日および12日の赤坂BLITZ2日間連続公演を皮切りに、7月4日の日本武道館公演まで4都市全5公演を実施、赤坂BLITZ公演のアンコールにおいて松田聖子の楽曲である「赤いスイートピー」（1982年）および「小麦色のマーメイド」（1982年）を歌唱するも、途中で歌詞を忘れたために会場中の聴衆が合唱することになった。12月1日には19枚目のシングル「ハレンチ」をリリースし、「ハレンチ」と題したコンサートツアーを12月12日の北海道厚生年金会館公演を皮切りに12月28日の大阪厚生年金会館公演まで5都市全6公演を実施、同ツアーではセットリストの3曲目において中森明菜の楽曲である「飾りじゃないのよ涙は」（1984年）を披露するものの、カンニングペーパーを凝視しながらの歌唱が波紋を呼んだ。
1997年1月31日には栗コーダーカルテットのライブに参加するものの、同年5月31日には岡村のファンクラブが活動休止となる。1998年8月26日には岡村が作曲および編曲を行った西田彩栞のデビュー・シングル「どうなっちゃってるの どうだっていいんじゃない」がリリースされる。1999年5月12日には岡村が元詩人の血およびoh! penelopeに所属していた辻睦詞と歌詞を共作した東京スカパラダイスオーケストラの楽曲「情熱のイバラ」が、マキシシングル「火の玉ジャイヴ」のカップリング曲として収録される。6月14日には岡村の所属事務所であるリアルロックスによって「He'll soon back...」というタイトルの岡村靖幸公式ウェブサイトが開設され、6月30日にはホームページのタイトルが「Something will be arrived at the site on July 1999」に変更される。7月1日午前0時丁度にホームページ上で新曲となる「SEX」の一部と「バンビ」が配信され、同月には岡村の新曲として「マシュマロ・ウエディング」というタイトルの楽曲が完成したとの噂が流れた。8月14日には岡村の公式ウェブサイトにてインターネット特別番組『岡村靖幸 Summer Gift '99』が配信され、11月20日には20枚目のシングル「セックス」（1999年）がリリースされた。2000年4月19日には21枚目のシングル「真夜中のサイクリング」、6月21日には「セックス」のリミックスを収録したシングル「SexeS」がリリースされた。

## リリース、チャート成績、構成
本作は2001年3月28日にエピックレコードジャパンから2枚組CDにてリリースされた。アルバムジャケットは洗剤のパッケージをイメージしたものになっており、また初回限定盤はデジパック仕様になっていた。5枚目のオリジナル・アルバム『禁じられた生きがい』（1995年）以降にリリースされたシングル「ハレンチ」「セックス」「真夜中のサイクリング」の3曲は本作にてアルバム初収録となり、また本作と同日に22枚目のシングル「マシュマロ ハネムーン feat. Captain Funk」がリリースされた。本作はオリコンアルバムチャートにおいて最高位第19位の登場週数は7回となった。
芸術総合誌『ユリイカ7月臨時増刊号 総特集=岡村靖幸』においてライターのばるぼらは、リリースされると噂されていたオリジナル・アルバムの代替としてリリースされたのが本作であると述べた他、本作のリリースは岡村にとって不本意であったとも述べている。ばるぼらは「シングルA面曲が網羅され入門編としては申し分ない」と述べているが、同時に「聖書」が3枚目のアルバム『靖幸』（1989年）に収録されたアルバム・バージョン、「Out of Blue」「Dog Days」がベスト・アルバム『早熟』（1990年）に収録された新録音バージョンでの収録になっている他、「パラシュート★ガール」「ハレンチ」が別バージョンでの収録になっているなど「単純にシングル・コレクションというわけではない」と指摘している。また、ばるぼらは本作に関して「リマスタリングによる過剰な音圧が当時は耳に刺激的だった」とも述べている。

## 収録曲
CDブックレットに記載されたクレジットを参照。
| #         | タイトル                                     | 作詞・作曲 | 編曲                   | 時間  |
| --------- | -------------------------------------------- | ---------- | ---------------------- | ----- |
| 1.        | 「マシュマロ ハネムーン feat. Captain Funk」 | 岡村靖幸   | 岡村靖幸、オオエタツヤ | 5:37  |
| 2.        | 「Out of Blue」                              | 岡村靖幸   | 岡村靖幸、西平彰       | 4:28  |
| 3.        | 「Check Out Love」                           | 岡村靖幸   | 岡村靖幸、西平彰       | 3:46  |
| 4.        | 「Young oh! oh!」                            | 岡村靖幸   | 岡村靖幸、西平彰       | 4:57  |
| 5.        | 「Dog Days」                                 | 岡村靖幸   | 岡村靖幸、西平彰       | 5:25  |
| 6.        | 「イケナイコトカイ」                         | 岡村靖幸   | 岡村靖幸、西平彰       | 5:39  |
| 7.        | 「Super Girl」                               | 岡村靖幸   | 清水信之               | 4:43  |
| 8.        | 「聖書」                                     | 岡村靖幸   | 有賀啓雄、岡村靖幸     | 7:42  |
| 9.        | 「だいすき」                                 | 岡村靖幸   | 岡村靖幸               | 3:46  |
| 10.       | 「ラブ タンバリン」                          | 岡村靖幸   | 岡村靖幸               | 3:59  |
| 11.       | 「友人のふり」                               | 岡村靖幸   | 岡村靖幸               | 3:28  |
| 合計時間: | 合計時間:                                    | 合計時間:  | 合計時間:              | 53:30 |

| #         | タイトル                                                 | 作詞・作曲 | 編曲      | 時間  |
| --------- | -------------------------------------------------------- | ---------- | --------- | ----- |
| 1.        | 「Peach Time」                                           | 岡村靖幸   | 岡村靖幸  | 3:08  |
| 2.        | 「どぉなっちゃってんだよ」                               | 岡村靖幸   | 岡村靖幸  | 4:18  |
| 3.        | 「あの娘ぼくがロングシュート決めたらどんな顔するだろう」 | 岡村靖幸   | 岡村靖幸  | 4:12  |
| 4.        | 「カルア ミルク」                                        | 岡村靖幸   | 岡村靖幸  | 5:11  |
| 5.        | 「ターザン ボーイ」                                      | 岡村靖幸   | 岡村靖幸  | 5:37  |
| 6.        | 「パラシュート★ガール (EZ a Go Go MIX)」                 | 岡村靖幸   | 岡村靖幸  | 5:35  |
| 7.        | 「チャーム ポイント (Private mix)」                      | 岡村靖幸   | 岡村靖幸  | 5:00  |
| 8.        | 「Peach X'mas (1995 mix)」                               | 岡村靖幸   | 岡村靖幸  | 5:00  |
| 9.        | 「ハレンチ (Thank you Takabashi-MIX)」                   | 岡村靖幸   | 岡村靖幸  | 7:20  |
| 10.       | 「セックス」                                             | 岡村靖幸   | 岡村靖幸  | 8:18  |
| 11.       | 「真夜中のサイクリング」                                 | 岡村靖幸   | 岡村靖幸  | 7:08  |
| 合計時間: | 合計時間:                                                | 合計時間:  | 合計時間: | 60:47 |

## スタッフ・クレジット
CDブックレットに記載されたクレジットを参照。
- 大原正裕 – A&R
- 阿久津真一 – A&R
- 福田良昭 – アーティスト・プロモーション
- リアルロックス – アーティスト・マネージメント
- 前田康二（バーニー・グランドマン） – マスタリング・エンジニア
- タケイグッドマン (WIZ Entertainment) – アート・ディレクション、デザイン
- K5 (WIZ Entertainment) – アート・ディレクション、デザイン
- 村田美穂 (stock) – デザイン
- 村瀬裕子 – プロダクト・コーディネーター

## リリース日一覧
| No. | リリース日    | レーベル                       | 規格         | カタログ番号    | 最高順位 | 備考                   | 出典              |
| --- | ------------- | ------------------------------ | ------------ | --------------- | -------- | ---------------------- | ----------------- |
| 1   | 2001年3月28日 | エピックレコードジャパン       | 2枚組CD      | ESCB-2220～2221 | 19位     |                        | [ 8 ] [ 9 ] [ 5 ] |
| 2   | 2012年2月15日 | ソニー・ミュージックダイレクト | AAC-LC       | -               | -        | デジタル・ダウンロード | [ 10 ]            |
| 3   | 2012年2月15日 | ソニー・ミュージックダイレクト | ロスレスFLAC | -               | -        | デジタル・ダウンロード | [ 11 ]            |